# Alioune Badara Bèye
Alioune Badara Bèye (Saint-Louis, 28 settembre 1945 – Dakar, 1º dicembre 2024) è stato uno scrittore, poeta, drammaturgo ed editore senegalese.

## Biografia
Fu presidente dell'associazione degli scrittori senegalesi e coordinatore della terza edizione del Fesman (Festival Mondiale delle Arti Nere).
Poeta, romanziere e alle volte editore, fondò la casa editrice Maguilen la cui denominazione deriva dal nome del defunto figlio del grande poeta Léopold Sédar Senghor. Nel 2005 fu eletto presidente della Federazione Internazionale degli scrittori di lingua francese, la FIDELF.
Realizzò numerose produzioni diffuse in cinquantadue canali nel mondo tra cui  Gli ultimi giorni di Lat- Dior  e  Nder in fiamme .
Nel 2012 ottenne l'onorificenza di merito del Presidente della Repubblica del Senegal.
Fu nominato presidente della giuria del premio internazionale di poesia dedicato a Tchicaya U Tam’si.
Visse a Dakar, capitale del Senegal, promuovendo i nuovi autori senegalesi.

## Opere

### Letteratura
- 2008 : (De l'uniforme à la plume), (Dall'uniforme alla penna), (romanzo),ed. Michel Lafon.
- 2005 : (Les bourgeons de l'espoir), (I germogli di speranza), (poesia), ed. Nouvelles Editions Africaines du Sénégal.
- 2004 : (Raki : fille lumière), (Raki, figlia luce) (romanzo), ed. Nouvelles Editions Africaines du Sénégal.

### Teatro
- 2003 : (Les larmes de la patrie),  (Le lacrime della patria), (teatro) ed. Le Carbet.
- 1993 : (Demain, la fin du monde),  (Domani, la fine del mondo), (teatro), ed. Nouvelles Editions Africaines du Sénégal.
- 1998 : (Nder en flammes), ( Nder in fiamme), (teatro), ed. Nouvelles Editions Africaines du Sénégal.
- 1987 : (Maba, laisse le Sine), (Maba, lascia il Sine), (teatro, ed. Nouvelles Editions Africaines du Sénégal).
- 1982 : (Le sacre du ceddo), ( Il sacro del ceddo), (teatro), ed. Nouvelles Editions Africaines du Sénégal.
- 1980 : (Dialawali, terre de feu),  (Dialawali, terra di fuoco), (teatro), ed. Nouvelles Editions Africaines du Sénégal.